# Icebergs (film)
Pour les articles homonymes, voir Icebergs.
Icebergs est un court métrage suisse de fiction de 14 minutes, réalisé par Germinal Roaux, sorti en 2007.

## Synopsis
17h30. À l’arrière d’une rame de métro, Rosa et Céline, deux adolescentes, rentrent du collège. Soudain, Rosa découvre qu’elle s'est fait voler son téléphone portable. Persuadée que cela vient d’arriver, elle convainc Céline de trouver le voleur avant qu’il ne puisse s’échapper. Après une première rencontre houleuse dans les toilettes publiques d'une station de métro, Rosa et son agresseur seront amenés à se revoir quelques jours plus tard. La rencontre de deux icebergs, de deux blocs de glace difficiles à réchauffer.

## Fiche technique
- Titre : Icebergs
- Réalisation : Germinal Roaux
- Scénario : Germinal Roaux
- Pays d'origine : Suisse
- Genre : Drame
- Durée : 14 minutes
- Production : CAB Productions SA

## Distinction
- Prix Action Light pour le meilleur espoir suisse au Festival international du film de Locarno 2007.
- Prix de la Relève Suissimage SSA pour le meilleur court métrage suisse de l'année 2007 au 43e Journées de Soleure.
- En compétition officielle au Festival du film de TriBeCa de New-York 2008.